# Дудлез, Гэри
Гэри Дудлез (наст. фамилия ДиРаффаэле) (англ. Gary «Doodles» DiRaffaele) — американский аниматор, сценарист, режиссёр и актёр озвучивания. Работал над многими проектами, такими как «Псих», «Металлопокалипсис» и «Фрикник: Мюзикл». Является создателем и исполнительным продюсером мультсериала «Хлебоутки» вместе со Стивом Борстом.

## Биография
Гэри ДиРаффаэле родился и вырос в городе Уайт-Плейнс, штат Нью-Йорк, США. Окончил Школу визуальных искусств со степенью бакалавра в области изобразительного искусства. В 2009 году Гэри переехал в Лос-Анджелес, где работал в качестве аниматора сериалов «Металлопокалипсис» и «Псих». Позже ДиРаффаэле в партнерстве с «Mondo Media», чтобы произвести свой собственный веб-сериал. На протяжении многих лет он работал в различных типах, включая различные интерактивного веб-серии, флэш-игры, и телевизионных шоу. Начав свою карьеру в небольших магазинах анимации, он приобрел ценный опыт во многих различных ролей в производственном процессе, который служил в качестве прочной основы при создании и развитии своего собственного контента. Во время работы на мультсериалом «Псих» Гэри познакомился со Стивом Борстом. В 2012 году они выпустили короткометражку «Breadwinners», у которого премьера состоялась в баре в Нью-Йорке, а затем он был выпущен в интернет и было разработано полноценное шоу «Хлебоутки».

## Фильмография
| Годы      | Название                       | Роль             | Примечания                                                                                   |
| --------- | ------------------------------ | ---------------- | -------------------------------------------------------------------------------------------- |
| 2006      | Strange Transmissions          | Космические дети | Аниматор; ТВ-Фильм                                                                           |
| 2006      | All-Star American Destiny Trek |                  | Аниматор                                                                                     |
| 2009      | Ди-джей и Фро                  |                  | Аниматор                                                                                     |
| 2009      | Металлопокалипсис              |                  | Аниматор; 1 эпизод                                                                           |
| 2010      | Фрикник: Мюзикл                |                  | Аниматор; ТВ-Фильм                                                                           |
| 2010-2013 | Псих                           |                  | Аниматор, дизайнер                                                                           |
| 2014-2016 | Хлебоутки                      | Монстр           | Создатель, исполнительный продюсер, аниматор, сценарист, редактор, режиссёр, сценарист песен |